# 三兄妹 (电影)
《三兄妹》（葡萄牙語：Três Irmãos）是一部於1994年葡萄牙劇情片。該片由泰瑞莎·維括維爾德執導。

## 角色
- 玛丽亚·德·梅黛洛 飾 瑪麗亞
- 马塞洛·乌戈盖 飾 馬里奧
- 葉弗根尼·西迪科辛（英语：Evgeniy Sidikhin） 飾 約翰
- 勞拉·戴爾·索爾（英语：Laura del Sol） 飾 特蕾莎
- 米雷耶·佩里耶（英语：Mireille Perrier） 飾 老師
- 奥林匹娅·卡尔立斯（英语：Olimpia Carlisi） 飾 母親

## 反響
玛丽亚·德·梅黛洛在第51屆威尼斯影展贏得沃爾庇杯最佳女演員獎。

## 外部鏈接
- 互联网电影数据库（IMDb）上《三兄妹》的资料（英文）